# Convento de la Natividad (Moscú)
El Convento de la Natividad (en ruso: Рождественский монастырь, literalmente "Monasterio de la Natividad")  es uno de los conventos más antiguos de Moscú, que se encuentra dentro del Anillo de los Bulevares, en la margen izquierda del río Neglinnaya. El Bulevar Rozhdestvensky y la calle Rozhdestvenka deben su nombre al convento. 
El convento fue fundado en el Kremlin de Moscú en 1386, probablemente por Maria de Rostov, madre del príncipe Vladimir de Bold. Entre las damas de sangre real que tomaron el velo en el convento estaban la hija de Helen Olgierd y la esposa de Vasily III, Solomonia Saburova . El convento se trasladó a su actual ubicación en 1484, el pequeño katholikon fue erigido en los últimos años del reinado de Iván III. Este es uno de los edificios más antiguos en el centro de Moscú, fuera de los muros del Kremlin. El panteón de la familia principesca Lobanov-Rostovsky data de la década de 1670.
El convento fue suprimido en 1922, pero algunas de las monjas y hermanas laicas seguirían viviendo en sus celdas. (Dos de ellas - Varvara y Viktorina - vivieron allí hasta finales de 1970) 